# 千間台東
千間台東（せんげんだいひがし）は、埼玉県越谷市の町名。現行行政地名は千間台東一丁目から千間台東四丁目。郵便番号は343-0042。本項では、かつて存在した町丁の千間台東町（せんげんだいひがしちょう）についても述べる。

## 地理
埼玉県越谷市の北部に位置し、春日部市と接する。市境を新方川が流れる。せんげん台駅周辺の開発のため区画整理されたエリアであり、宅地化されている。

## 歴史
- 1981年（昭和56年）12月19日：大字恩間と大字上間久里の各一部から千間台東町[4]（エリアとしてはおおむね現在の千間台東一丁目）が成立。
- 1999年（平成11年）11月20日：間久里土地区画整理事業完了に伴い、現在に至る千間台東一丁目 - 四丁目が成立。千間台東町の全域と大字恩間の一部は千間台東一丁目に、区画整理地内は千間台東二丁目・三丁目に、大字大泊の一部は千間台東二丁目に、大字袋山の一部は千間台東四丁目に、大字上間久里の一部は千間台東一丁目 - 四丁目に再編された[5]。

## 世帯数と人口
2023年（令和5年）1月1日現在の世帯数と人口は以下の通りである。
| 町丁           | 世帯数    | 人口     |
| -------------- | --------- | -------- |
| 千間台東一丁目 | 668世帯   | 1,144 人 |
| 千間台東二丁目 | 689世帯   | 1,442人  |
| 千間台東三丁目 | 447世帯   | 1,079人  |
| 千間台東四丁目 | 272世帯   | 538人    |
| 計             | 2,076世帯 | 4,203人  |

## 小・中学校の学区
市立小・中学校に通う場合、学区（校区）は以下の通りとなる。
| 丁目           | 番地 | 小学校               | 中学校             |
| -------------- | --- | -------------------- | ------------------ |
| 千間台東一丁目 | 全域 | 越谷市立桜井小学校   | 越谷市立北中学校   |
| 千間台東二丁目 | 1〜2-4、2-7〜4、6-7〜6-12、6-13〜7-3、7-15〜7-16、759-2〜759-3、760-2〜760-3、761〜763、804-2〜804-3、806-1〜806-3、806-9〜806-12、808-2〜808-3、809〜811-2、811-4、812-2、814-3、815-2、816-2、817〜821 | 越谷市立桜井小学校   | 越谷市立平方中学校 |
| 千間台東二丁目 | 7-4〜7-14、8〜25、259〜270、272〜277、279〜280、332〜333、344-4、347〜349、351-6、360〜372、437〜451、454〜458、460-2、474〜486、504、675〜678、707〜716                                                 | 越谷市立桜井小学校   | 越谷市立北中学校   |
| 千間台東三丁目 | 1〜32、463-3、487〜490、492-3〜496、501〜503、505〜506、509〜511、532、534-2、542〜544、548〜561、571、635、689〜692、796〜798、808                                                                      | 越谷市立桜井小学校   | 越谷市立北中学校   |
| 千間台東三丁目 | 33 | 越谷市立桜井南小学校 | 越谷市立北陽中学校 |
| 千間台東三丁目 | 34〜35 | 越谷市立桜井南小学校 | 越谷市立北中学校   |
| 千間台東四丁目 | 1〜2、25、40〜42、44〜52、55、1111〜1112、1456〜1457 | 越谷市立桜井南小学校 | 越谷市立北中学校   |
| 千間台東四丁目 | 3〜11、13〜24、26〜30、36-3〜36-4、577〜578、825、831〜840、842〜854、856、859〜862、886〜888、939、944、959、1092、1100〜1106、 1426〜1427、1430〜1439、1441〜1448                                      | 越谷市立桜井小学校   | 越谷市立北中学校   |
| 千間台東四丁目 | 746-2〜746-3、753-4、754-1〜754-2、754-5〜754-12、755〜760、940〜943、976-4、1062-10、1076〜1078、1081〜1091、1094〜1099、1108〜1109、1316                                                               | 越谷市立大袋北小学校 | 越谷市立北中学校   |

## 交通

### 鉄道
- 千間台東一丁目・四丁目を東武伊勢崎線（東武スカイツリーライン）が通り、千間台東一丁目にせんげん台駅がある。最寄り駅は地点によって異なり、せんげん台駅のほか、東武伊勢崎線（東武スカイツリーライン）の大袋駅を最寄りとする地点もある。

### 道路
- 国道4号（日光街道）
- コスモス通り
- 念仏橋通り
- 旧日光街道

## 施設
- 越谷警察署せんげん台駅前交番
- セブンタウンせんげん台
- 松栄学園高等学校越谷分校
- 越谷市立児童館コスモス
- 越谷千間台東郵便局
- 上間久里香取神社
  - 千間台東一丁目自治会館

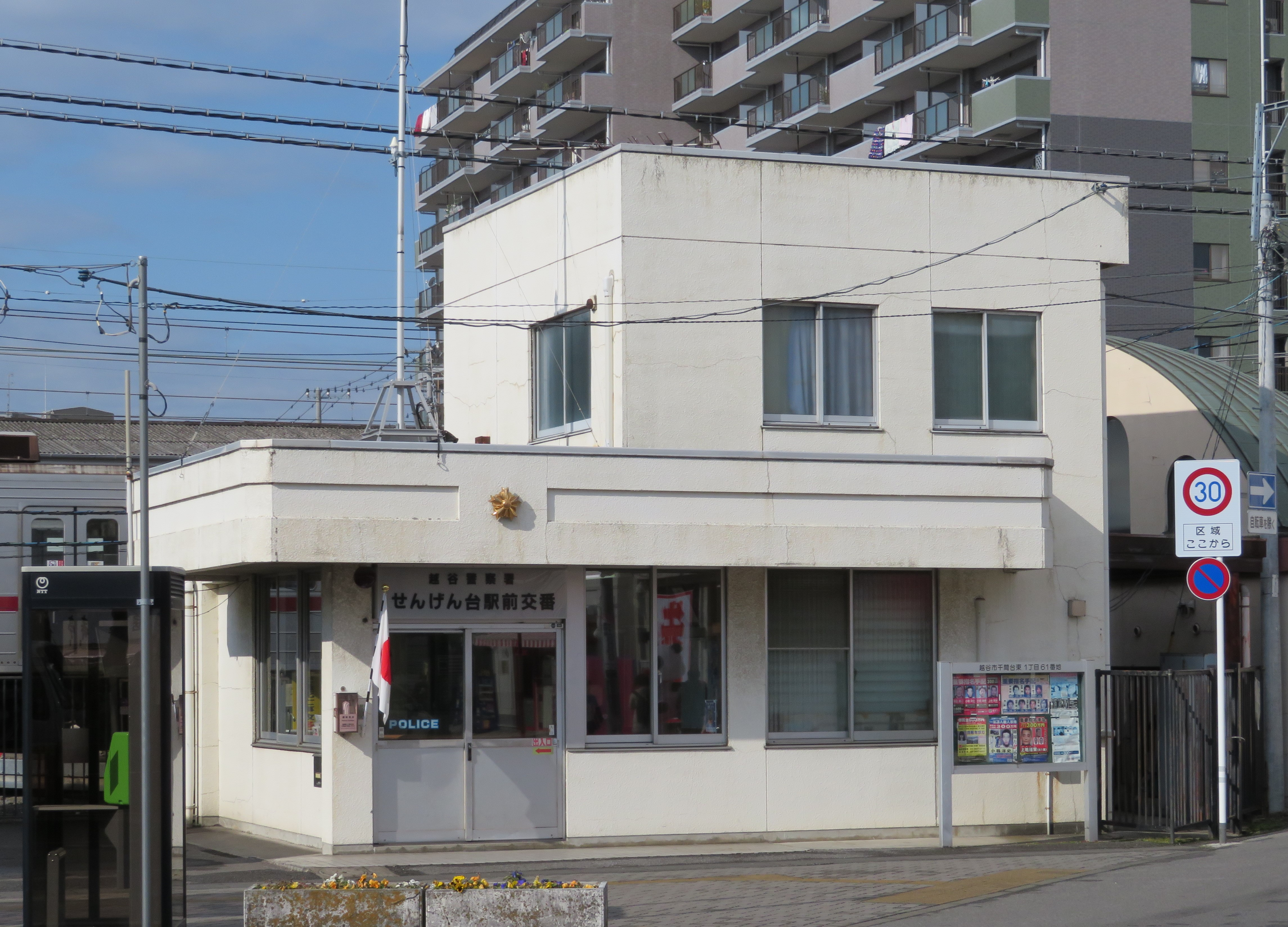
せんげん台駅前交番

- 上間久里第一自治会館 - 向かいに小公園がある
- 上間久里第二自治会館 - 間久里第四公園の隣接地に所在
- 千間台第一公園
- 間久里第一公園
- 間久里第二公園
- 間久里第三公園
- 間久里第四公園
- 間久里第五公園